# لنا کرون
لنا کرون (انگلیسی: Leena Krohn؛ زادهٔ ۲۸ فوریهٔ ۱۹۴۷) نویسنده، و نویسنده کودکان اهل فنلاند است.
وی همچنین برندهٔ جوایزی همچون جایزه اینو لینو شده‌است.